# Inès Boubakri
Inès Boubakri (Túnis, 28 de dezembro de 1988) é uma esgrimista tunisiana, especialista no florete, medalhista olímpica.

## Carreira

### Rio 2016
Boubakri representou seu país nos Jogos Olímpicos de Verão de 2016. Conquistou a medalha de bronze no florete individual.